# 22. prosinec
22. prosinec je 356. den roku podle gregoriánského kalendáře (357. v přestupném roce). Do konce roku zbývá 9 dní. Svátek slaví Šimon.

## Události

### Česko
- 1421 – Bitva u Kutné Hory: Zikmund Lucemburský se zmocnil Kutné Hory, ale 6. ledna dalšího roku ji Jan Žižka dobyl zpět.
- 1561 – Kladno bylo povýšeno na městečko
- 1573 – Vznikla Univerzita Palackého v Olomouci.
- 1769 – V Praze byla ustavena Společnost orby a svobodných umění v Království českém, která usilovala o povznesení zemědělství a vzdělanosti v Čechách.
- 1812 – Ředitel Stavovského divadla Jan K. Leibich postavil v libeňském zámečku pro své štědrovečerní hosty první vánoční stromek v Praze.
- 1902 – v Bohumíně byl zahájen provoz koňské tramvaje.
- 1918 – "První poselství" prezidenta Masaryka na Pražském hradě.
- 1919 – V bílovickém lese dva dny před Štědrým dnem našel Rudolf Těsnohlídek odložené miminko, což ho přivedlo k myšlence veřejných vánočních stromů na náměstích.
- 1949 – V Praze na Letné byla oficiálně zahájena stavba Stalinova pomníku, sochařem byl Otakar Švec.
- 1958 – ZVIL Plzeň předal ke zkouškám do Lokomotivního depa ČSD Plzeň první prototyp turbínové lokomotivy TL 659.0.
- 1997 – Tým profesora Pafka provedl v pražské Fakultní nemocnici v Motole první transplantaci plic v České republice

### Svět

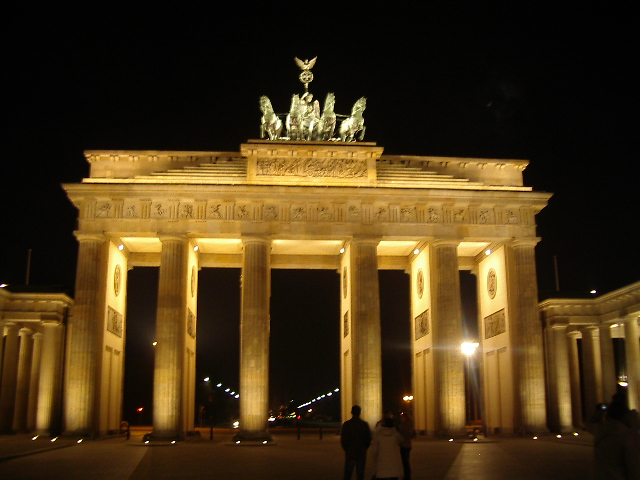
Braniborská brána

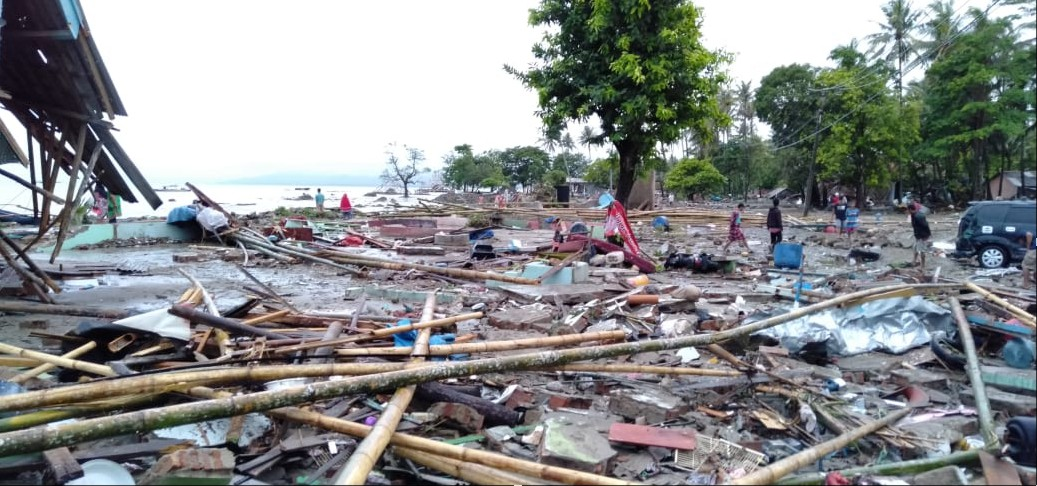
Škody po tsunami v Indonésii (2018)

- 1216 – 177. papež Honorius III. bulou Religiosam vitam schválil a ustanovil Řád bratří kazatelů (dominikány).
- 1620 – Fridrich Falcký odjel z Vratislavi do Berlína. Fakticky tím ztratil poslední zemi Koruny české a stal se titulárním českým králem.
- 1636 – Ferdinand III. byl v Řezně zvolen a korunován císařem Svaté říše římské národa německého.
- 1808 – na Beethovenově koncertu v Divadle na Vídeňce zazněla mimo jiné premiéra skladatelovy páté a šesté symfonie.
- 1882 – Thomas Alva Edison udělal první elektricky osvícený vánoční strom.
- 1917 – Byla uznána nezávislost Finska.
- 1989 – Po 30 letech byla v Berlíně znovu otevřena Braniborská brána, což mělo symbolizovat jednotu východního a západního Německa.
- 2003 – Pavel Nedvěd získal jako druhý Čech v historii Zlatý míč pro nejlepšího fotbalistu Evropy. To se před tím povedlo jen Josefu Masopustovi v roce 1962
- 2015 – Raketa Falcon 9 společnosti SpaceX vynesla na oběžnou dráhu 11 komunikačních satelitů a její první stupeň úspěšně přistál na zemi.
- 2016 – Syrská občanská válka: Syrská armáda definitivně převzala kontrolu nad Aleppem, čtyřletá bitva o Aleppo skončila evakuací posledních obklíčených povstalců.
- 2018 – Tsunami v Sundském průlivu: Sesuv sopečného kuželu Anak Krakatoi, v Indonésii, vyvolal vlnu tsunami, která zabila přes 400 osob.

## Narození

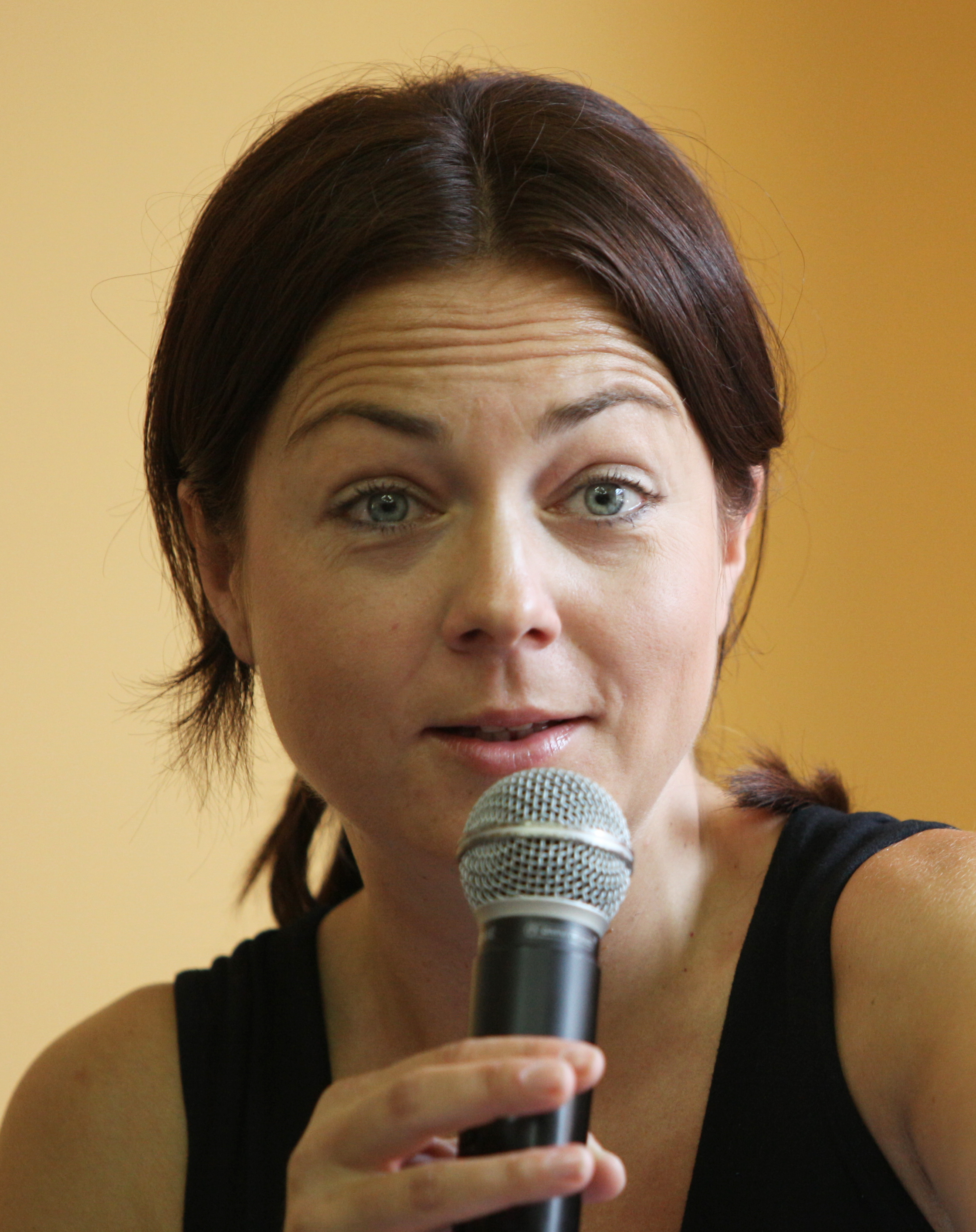
Pavlína Wolfová (* 1971)

### Česko

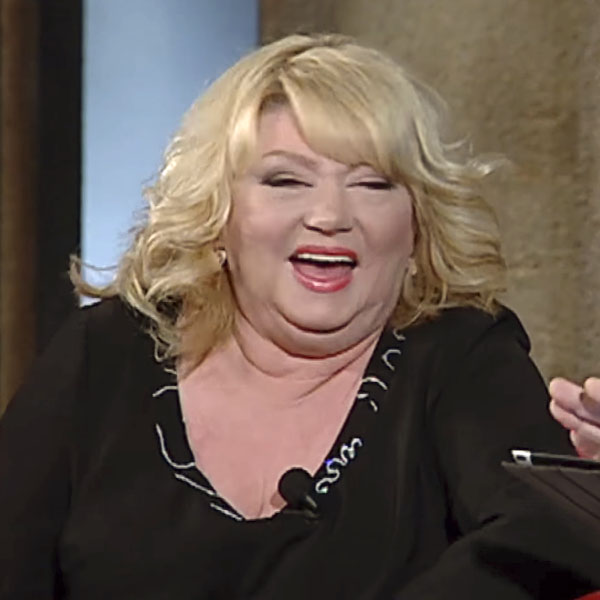
Věra Špinarová (1951–2017)

- 1584 – Aram Banu Begum, mughalská princezna († 17. června 1624)
- 1693 – Johann Schmidl, jezuitský historik († 13. března 1762)
- 1827 – Jan Evangelista Kosina, národní buditel, pedagog a filolog († 11. prosince 1899)
- 1844 – Josef Tschan, rakouský a český právník a politik († květen 1908)
- 1845 – Otakar Jedlička, spisovatel († 27. června 1883)
- 1866 – Anna Perthen, československá německé národnosti († 11. prosince 1957)
- 1867
  - Joseph Maria Olbrich, česko-rakouský architekt, designér a malíř († 8. srpna 1908)
  - František Xaver Šalda, literární kritik († 4. dubna 1937)
  - Ferdinand Engelmüller, malíř a grafik († 29. září 1924)
- 1875 – František Jakub, malíř († 24. ledna 1940)
- 1888 – Antonín Fivébr, český malíř a fotbalista († 26. února 1973)
- 1896 – Jaroslav Zaorálek, překladatel († 20. října 1947)
- 1897 – Vojtěch Jarník, matematik († 22. září 1970)
- 1904 – Jaroslav Lonek, letecký konstruktér († 26. ledna 1945)
- 1907 – Zoroslava Drobná, historička umění a archeoložka († 21. června 1988)
- 1909 – Rudolf Mareš – sekretář Akademické YMCA, za protektorátu významná postava protiněmeckého odboje († 20. října 1944)
- 1913 – Jaroslav Mařík, esperantista († 5. května 1997)
- 1921 – Ivan Weiss, divadelní režisér († 31. října 1976)
- 1928 – Augustin Navrátil, moravský katolický aktivista, rolník a disident († 2. května 2003)
- 1931 – Stanislav Reiniš, lékař a spisovatel v exilu († 7. července 2012)
- 1949 – Vladimír Martinec, hokejista a trenér
- 1951 – Věra Špinarová, zpěvačka († 26. března 2017)
- 1952 – Jaroslav Čechura, historik
- 1953 – Miroslav Novák, první profesor politologie na Karlově univerzitě
- 1954 – Hana Horecká, country zpěvačka, kytaristka, textařka, skladatelka
- 1960 – Václav Daněk, fotbalista
- 1964
  - Miroslav Etzler, herec
  - Tomáš Valík, herec
- 1971 – Pavlína Wolfová, redaktorka a moderátorka
- 1974 – Martina Štěpánková, reprezentantka ČR v cyklistické krasojízdě
- 1975 – Stanislav Neckář, hokejista
- 1985 – Jitka Bartoničková, atletka
- 1988 – Zdeněk Ondrášek, fotbalista

### Svět

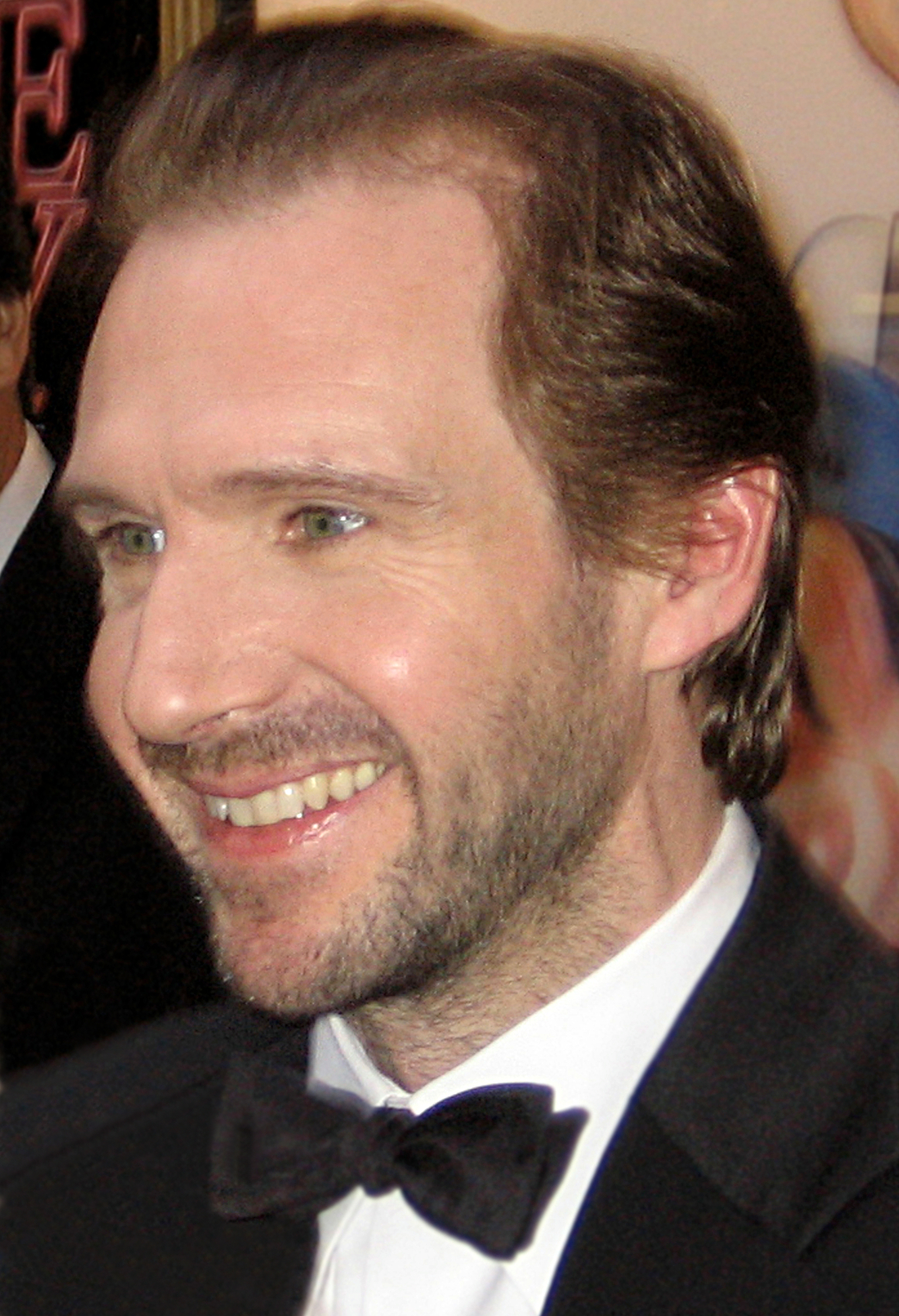
Ralph Fiennes (* 1962)

- 1095 – Roger II. Sicilský, sicilský král († 26. února 1154)
- 1300 – Chošila, císař říše Jüan a veliký chán mongolské říše († 30. srpna 1329)
- 1617 – Karel I. Ludvík Falcký, falcký kurfiřt († 28. srpna 1680)
- 1639 – Jean Racine, francouzský dramatik († 1699)
- 1694 – Hermann Samuel Reimarus, německý osvícenský filozof a spisovatel († 1. březen 1768)
- 1702 – Jean-Étienne Liotard, francouzský malíř švýcarského původu († 12. června 1789)
- 1723
  - Ercole del Rio, italský šachista († 23. května 1802)
  - Carl Friedrich Abel, německý skladatel († 20. června 1787)
- 1755 – Georges Couthon, francouzský revoluční politik († 28. července 1794)
- 1768 – John Crome, anglický malíř a grafik († 22. dubna 1821)
- 1799 – Karel II. Parmský, parmský vévoda a etrurský král († 16. dubna 1883)
- 1801 – Richard Beard, anglický fotograf a podnikatel († 7. června 1885)
- 1804 – Louis Breguet, francouzský hodinář, fyzik a vynálezce († 27. října 1883)
- 1815
  - Marmaduke Wyvill, anglický politik a šachový mistr († 29. června 1896)
  - Johann Jakob Bachofen, švýcarský právník a historik († 1887)
- 1822 – Štefan Marko Daxner, slovenský šlechtic, politik, právník, ekonom a národní buditel († 11. dubna 1891)
- 1823 – Jean-Henri Fabre, francouzský entomolog († 11. října 1915)
- 1831 – Alois Friedrich Rogenhofer, rakouský entomolog († 15. ledna 1897)
- 1839 – Benjámin Kállay, ministr financí Rakouska-Uherska († 13. července 1903)
- 1846 – Ján Meličko, slovenský pedagog a hudební skladatel († 7. září 1926)
- 1848 – Ulrich von Wilamowitz-Moellendorff, německý klasický filolog († 25. září 1931)
- 1856 – Frank B. Kellogg, americký politik, nositel Nobelovy cena za mír († 21. prosince 1937)
- 1858 – Giacomo Puccini, italský operní skladatel († 29. listopadu 1924)
- 1859 – Marie-Félix Blanc, francouzská princezna († 1. srpna 1882)
- 1874 – Franz Schmidt, rakouský violoncellista, klavírista, hudební skladatel a pedagog († 11. února 1939)
- 1876 – Filippo Tommaso Marinetti, italský básník a dramatik († 2. prosinec 1944)
- 1880 – Dawid Przepiórka, polský šachista († 1940)
- 1883
  - Edgard Varèse, francouzský hudební skladatel († 6. listopadu 1965)
  - Marcus Hurley, americký cyklista († 28. března 1941)
- 1887 – Srinivasa Ramanujan, indický matematik († 26. dubna 1920)
- 1889 – Zalman Šazar, prezident Izraele († 5. října 1974)
- 1892 – Herman Potočnik, slovinský raketový inženýr a vynálezce († 27. srpna 1929)
- 1895 – Trude Fleischmann, rakousko-americká fotografka († 21. ledna 1990)
- 1901 – Gejza Vámoš, slovenský lékař a spisovatel († 18. března 1956)
- 1903 – Haldan Keffer Hartline, americký fyziolog a neurobiolog, nositel Nobelovy ceny za fyziologii a lékařství († 17. března 1983)
- 1905 – Kenneth Rexroth, americký básník († 6. června 1982)
- 1908
  - Giacomo Manzù, italský sochař, medailista, grafik († 17. ledna 1991)
  - Kočo Racin, makedonský básník († 13. června 1943)
  - Max Bill, švýcarský architekt, sochař a designér († 9. prosince 1994)
- 1910 – Silvio Accame, italský historik († 10. listopadu 1997)
- 1911 – Grote Reber, americko-australský astronom a průkopník radioastronomie († 20. prosince 2002)
- 1912 – Lady Bird Johnsonová, manželka 36. prezidenta USA Lyndona B. Johnsona († 11. července 2007)
- 1918 – Viktor Tegelhoff, československý fotbalový reprezentant († 9. září 1991)
- 1922 – Alžběta Lucemburská, lucemburská princezna († 22. listopadu 2011)
- 1926
  - Alcides Ghiggia, uruguaysko-italský fotbalista († 16. července 2015)
  - Michal Greguš, slovenský matematik († 30. ledna 2002)
- 1936 – Hector Elizondo, americký herec
- 1938 – Sergej Viktorovič Michejev, ruský letecký inženýr
- 1942 – Dick Parry, britský saxofonista
- 1943 – Paul Wolfowitz, americký politik a ekonom
- 1945 – Jean-Pierre Kutwa, kardinál z Pobřeží slonoviny
- 1947 – Porfirio Lobo Sosa, honduraský prezident
- 1948 – Nicolae Timofti, prezident Moldavské republiky
- 1949
  - Maurice Gibb, britský zpěvák, baskytarista a klávesista skupiny Bee Gees († 12. ledna 2003)
  - Robin Gibb, britský zpěvák, skladatel, producent, člen skupiny Bee Gees († 2012)
- 1953 – Gregor Fisher, skotský komik a herec
- 1955 – Thomas Südhof, biochemik německého původu, Nobelova cena 2013
- 1958 – Frank Gambale, australský kytarista
- 1959 – John Patitucci, americký kontrabasista a baskytarista
- 1960 – Jean-Michel Basquiat, americký malíř († 12. srpna 1988)
- 1961 – Jurij Malenčenko, ukrajinský kosmonaut
- 1962 – Ralph Fiennes, anglický herec
- 1963 – Giuseppe Bergomi, italský fotbalista
- 1968 – Dina Meyerová, americká herečka
- 1969 – Myriam Bédardová, kanadská biatlonistka
- 1972 – Vanessa Paradis, francouzská zpěvačka
- 1977 – Henric Höglund, švédský hokejista
- 1978 – Mia Tyler, americká modelka a herečka
- 1979 – Petra Majdičová, slovinská běžkyně na lyžích
- 1981 – Marina Kupcovová, ruská atletka, skokanka do výšky
- 1984 – Basshunter, zpěvák, hudební producent a DJ
- 1989 – Jordin Sparks, americká zpěvačka
- 1990 – Jean-Baptiste Maunier, francouzský herec a zpěvák
- 1991 – DaBaby, americký rapper
- 1993 – Meghan Trainorová, americká zpěvačka, textařka a hudební producentka
- 1998 – Casper Ruud, norský tenista
- 2000 – Joshua Bassett, americký herec a zpěvák
- 2001
  - Camila Osoriová, kolumbijská tenistka
  - Jack Draper, britský tenista

## Úmrtí

### Česko
- 1857 – Josef Franta Šumavský, obrozenecký spisovatel a pedagog (* 27. listopadu 1796)
- 1888 – Josef Schrott, rakouský a český vysokoškolský pedagog a politik německé národnosti (* 17. února 1813)
- 1919 – Jaroslav Mattuš, československý politik (* 9. ledna 1867)
- 1926 – Rudolf Horský, římskokatolický kněz, politik a spisovatel (* 23. září 1852)
- 1933 – Josef Úlehla, pedagog, propagátor vysokoškolského vzdělání učitelů. (* 16. března 1852)
- 1934 – Bohumil Fischer, československý politik (* 29. dubna 1864)
- 1940 – Albert Milota, československý právní teoretik a politik (* 8. dubna 1877)
- 1941 – Karel Hašler, herec, textař, skladatel, spisovatel, dramatik, režisér, zemřel v koncentračním táboře Mauthausen (* 31. října 1879)
- 1942 – Antonín Pešl, zakladatel čs. legií v Itálii, aktivní účastník domácího protiněmeckého odboje (* 31. prosince 1891)
- 1943 – Josef Šimek, pedagog, geograf a historik (* 8. března 1855)
- 1950 – Viktor Linhart, komunistický poslanec (* 26. července 1913)
- 1953 – Antonín Výtvar, sídelní kanovník litoměřické kapituly (* 15. října 1881)
- 1960 – Julius Lébl, herec, scenárista, dramaturg a režisér (* 10. května 1897)
- 1962 – Vlastimil Rada, český malíř (* 5. dubna 1895)
- 1963 – František Vrba, český sbormistr a hudební skladatel (* 24. června 1896)
- 1965 – Josef Čižmář, český lékárník, historik a folklorista (* 19. dubna 1868)
- 1966 – Roman Blahník, hudební skladatel, klavírista a kapelník  (* 2. února 1897)
- 1973 – Ladislav Machoň, architekt (* 28. dubna 1888)
- 1987 – Karel Houska, herec (* 15. října 1916)
- 1993 – Vilma Vrbová-Kotrbová, česká malířka (* 14. října 1905)
- 1996 – Hynek Bulín mladší, právník, historik, filozof a slavista (* 23. listopadu 1908)
- 2004 – Josef Blažejovský, český kytarista a hudební skladatel (* 9. září 1949)
- 2008 – Josef Zlámal, kněz a převor Maltézského řádu (* 1. července 1915)
- 2009 – Milena Dvorská, herečka (* 7. září 1938)
- 2011 – Emanuel Bosák, český ministr mládeže a tělovýchovy (* 2. září 1924)
- 2012 – Květa Legátová, spisovatelka (* 3. listopadu 1919)
- 2020 – Jindřich Hojer, chemik a skaut (* 30. července 1924)

### Svět

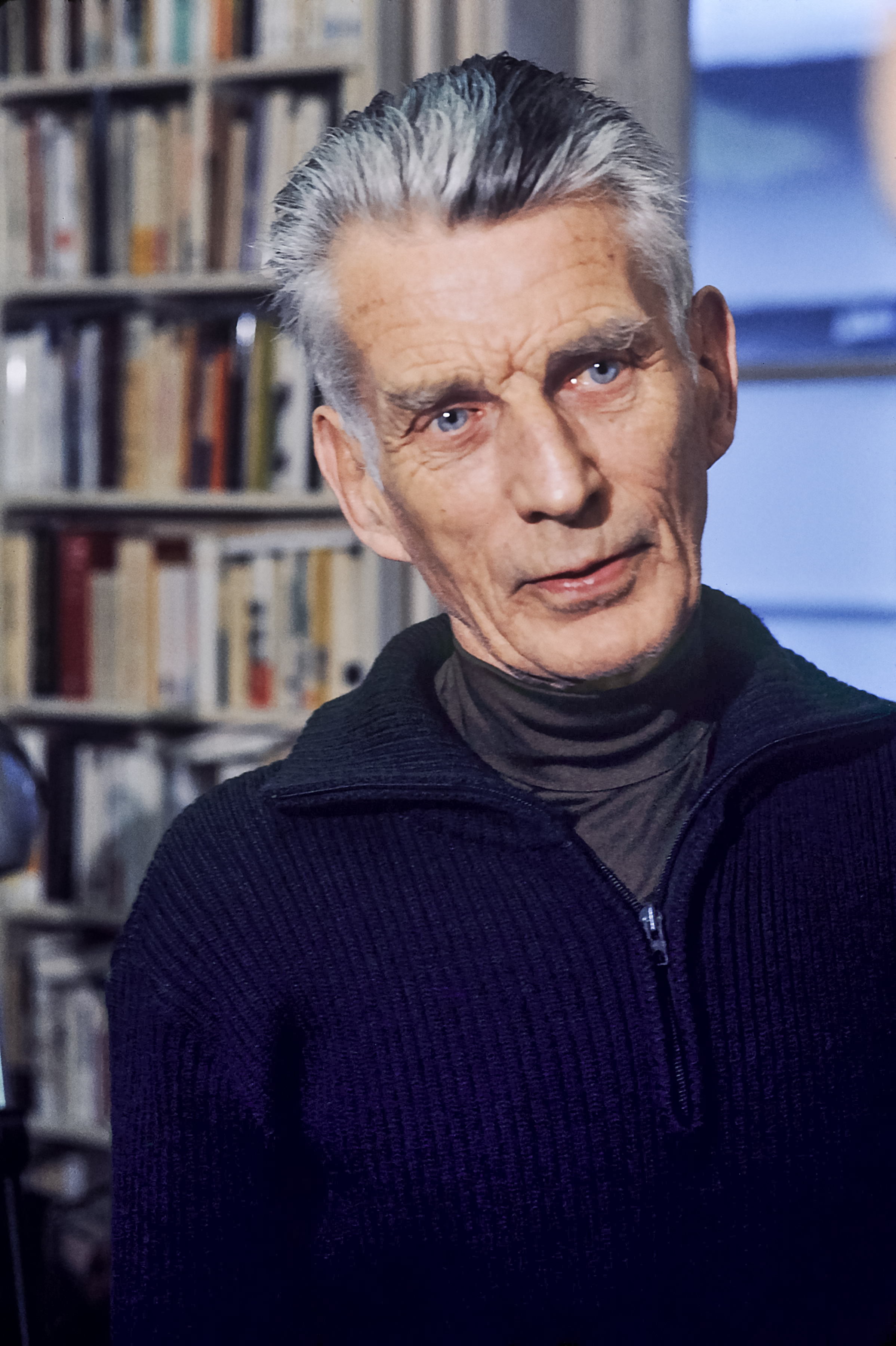
Samuel Beckett († 1989)

- 1115 – Olaf Magnusson, norský král, nemanželský syn krále Magnuse III. (* 1099)
- 1304 – Matylda Habsburská, vévodkyně bavorská, nejstarší dcera císaře Rudolfa I. Habsburského(* asi 1251)
- 1316 – Egidio Colonna (Aegidius Romanus), arcibiskup Bourges (* 1243)
- 1603 – Mehmed III. Spravedlivý, turecký sultán (* 26. května 1566)
- 1660 – André Tacquet, vlámský matematik (* 23. června 1612)
- 1666 – Giovanni Francesco Barbieri, italský malíř (* 8. února 1591)
- 1748 – Johann Nepomuk Karel z Lichtenštejna, lichtenštejnský kníže (* 8. července 1724)
- 1828
  - Karl Mack von Leiberich, vojevůdce a podmaršálek rakouské armády (* 25. srpna 1752)
  - William Hyde Wollaston, anglický chemik a fyzik (* 6. srpna 1766)
- 1867
  - Jean-Victor Poncelet, francouzský matematik, mechanik a geometr (* 1. července 1788)
  - Théodore Rousseau, francouzský malíř (* 15. dubna 1812)
- 1870 – Gustavo Adolfo Bécquer, španělský romantický básník a prozaik (* 17. února 1836)
- 1880 – George Eliot, anglická spisovatelka, novinářka a překladatelka (* 22. listopadu 1819)
- 1887 – Ferdinand Vandeveer Hayden, americký geolog (* 7. září 1829)
- 1889 – Édouard Baldus, francouzský fotograf (* 5. června 1813)
- 1900 – Leonhard von Blumenthal, pruský polní maršál (* 30. července 1810)
- 1908 – Cyrus Teed, zvaný Koresh, zakladatel sekty Koreshiáni (* 18. října 1839)
- 1919 – Hermann Weingärtner, německý sportovní gymnasta (* 27. srpna 1864)
- 1940 – Nathanael West, americký spisovatel, dramatik a scenárista (* 17. října 1903)
- 1943 – Beatrix Potterová, anglická spisovatelka a ilustrátorka (* 28. července 1866)
- 1948 – Karol Kmeťko, biskup nitranský, československý politik slovenské národnosti (* 12. prosince 1875)
- 1949 – Fanni Blatny, československá politička  (* 22. března 1873)
- 1891 – Paul Anton de Lagarde, německý biblista a orientalista (* 2. listopadu 1827)
- 1902 – Richard von Krafft-Ebing, rakouský psychiatr a sexuolog (* 14. srpna 1840)
- 1924 – Karl Denke, německý sériový vrah (* 12. srpna 1870)
- 1936 – Nikolaj Ostrovskij, sovětský spisovatel (* 29. září 1904)
- 1942 – Pinchas Rutenberg, ruský podnikatel, socialistický revolucionář (* 5. února 1879)
- 1943 – Beatrix Potterová, anglická spisovatelka a ilustrátorka (* 28. července 1866)
- 1945 – Otto Neurath, rakouský filozof, sociolog a ekonom (* 10. prosince 1882)
- 1969 – Josef von Sternberg, rakouský režisér (* 29. května 1894)
- 1971 – Walter Byron, kanadský hokejový brankář, olympijský vítěz (* 2. září 1894)
- 1972 – Mkrtič Armen, arménský prozaik (* 27. prosince 1906)
- 1973 – Michael Stroukoff, americký letecký konstruktér ruské národnosti (* 29. ledna 1883)
- 1976 – Martín Luis Guzmán, mexický prozaik a novinář (* 6. října 1887)
- 1988 – Chico Mendes, brazilský ekologický aktivista, politik (* 15. prosince 1944)
- 1989 – Samuel Beckett, irský dramatik (* 13. dubna 1906)
- 1991 – Ernst Křenek, rakouský hudební skladatel (* 23. srpna 1900)
- 1995 – James Meade, britský ekonom, Nobelova cena 1977 (* 23. června 1907)
- 2001 – Grzegorz Ciechowski, polský hudebník a hudební skladatel (* 29. srpna 1957)
- 2002 – Joe Strummer, britský muzikant (The Clash) (* 21. srpna 1952)
- 2007 – Julien Gracq, francouzský spisovatel (* 27. července 1910)
- 2008
  - Lansana Conté, prezident Guineje (* 30. listopadu 1934)
  - Nanao Sakaki, japonský básník (* 1. ledna 1923)
- 2009 – Kim Peek, americký autista, který byl inspirací pro film Rain Man (* 11. listopadu 1951)
- 2013 – Trigger Alpert, americký kontrabasista a fotograf (* 3. září 1916)
- 2014 – Joe Cocker, anglický rockový a bluesový zpěvák (* 20. května 1944)
- 2016 – Miruts Yifter, etiopský běžec na dlouhých tratích, dvojnásobný olympijský vítěz (* 15. května 1944)
- 2018 – Jean Bourgain, belgický matematik (* 28. února 1954)

## Svátky

### Česko
- Šimon
- Šimona
- Simeon
- Šebíř
- Flavián

### Svět
- Jule

| 22. prosinec v pražském KlementinuÚdaje jsou platné k 11. 3. 2025. | 22. prosinec v pražském KlementinuÚdaje jsou platné k 11. 3. 2025. | 22. prosinec v pražském KlementinuÚdaje jsou platné k 11. 3. 2025. |
| minimum                                                            | denní průměr                                                       | maximum                                                            |
| ------------------------------------------------------------------ | ------------------------------------------------------------------ | ------------------------------------------------------------------ |
| −20,0 °C (1969)                                                    | 1,4 °C (od 1961)                                                   | 13,2 °C (1989)                                                     |